# Škoda 1201
Der Škoda 1201 (Typ 980) ist ein Mittelklassewagen von AZNP unter der Marke Škoda, der 1954 als Nachfolger des Škoda 1200 erschien. Er hatte wie sein Vorgänger eine Vollstahlkarosserie in Pontonform.
Die Fahrzeuge hatten einen wassergekühlten OHV-Vierzylinder-Reihenmotor mit 1221 cm³ Hubraum und einer Leistung von 45 PS (33 kW) bei einer Drehzahl von 4200/min, der mit einem Vergaser vom Typ „Jikov 32 SOP“ bestückt war. Der 2., 3. und 4. Gang des an den Motor angeflanschten Getriebes waren synchronisiert. Über eine Kardanwelle wurde die Motorkraft an die Hinterräder weitergeleitet. Der 1050 bis 1220 kg schwere Wagen lief 90 bis 105 km/h.
Wie beim Vorgänger waren eine viertürige Limousine, ein viertüriger Kombi und ein zweitüriger Lieferwagen verfügbar. Dazu kam ein zweitüriger Pickup. Zusammen mit seinem Vorgänger wurden 67071 Exemplare in den Werken Mladá Boleslav, Kvasiny und Vrchlabí hergestellt. Der Skoda 1201 wurde in 33.472 Einheiten gebaut.
Die Produktion dieses Fahrzeugs lief 1959 zu Gunsten des Octavia aus. Der 1961 erschienene Nachfolger für Kombi, Lieferwagen und Pickup hieß Škoda 1202. Die Limousine blieb vorerst ohne Nachfolger.

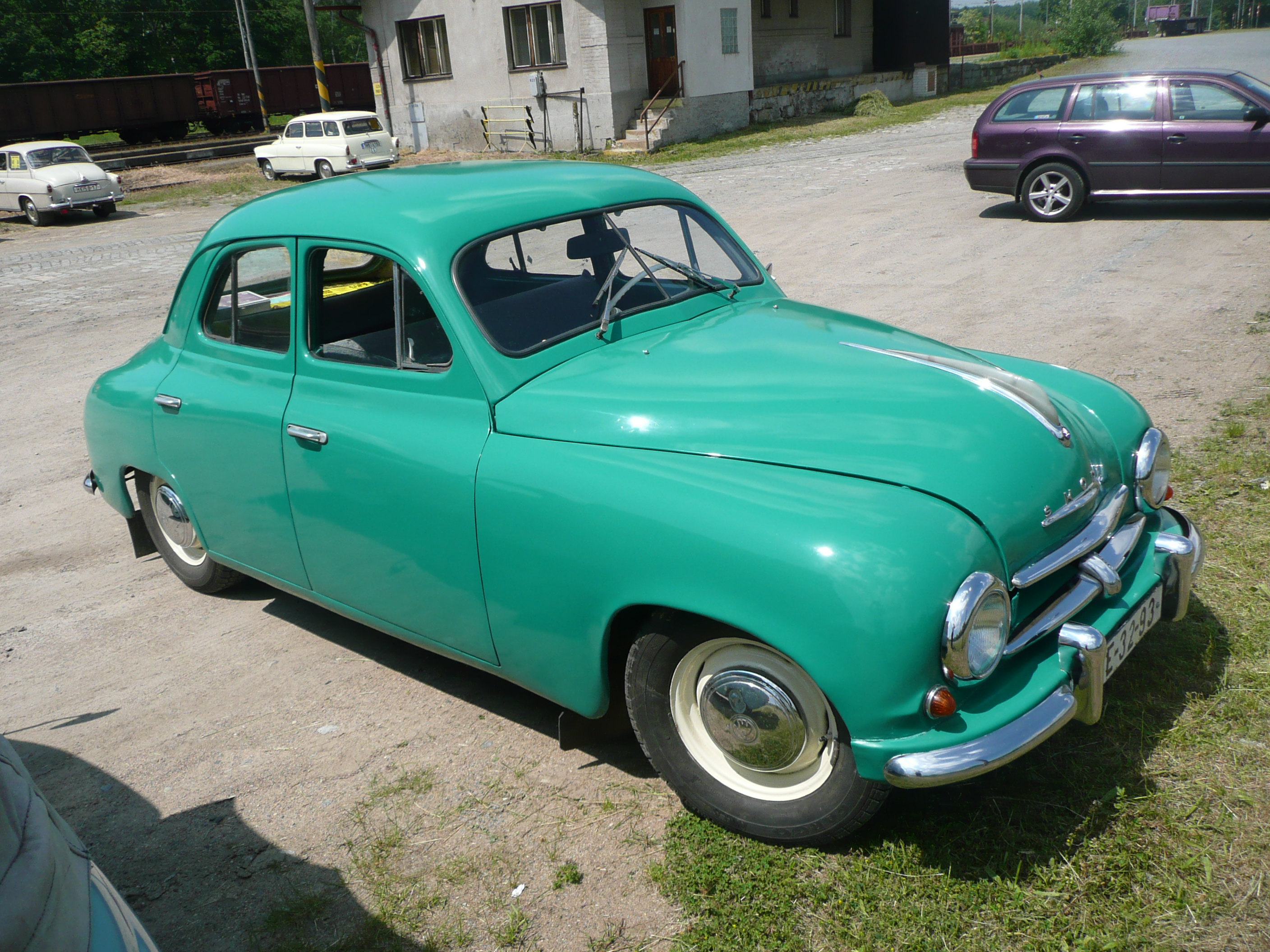
Škoda 1201 Limousine
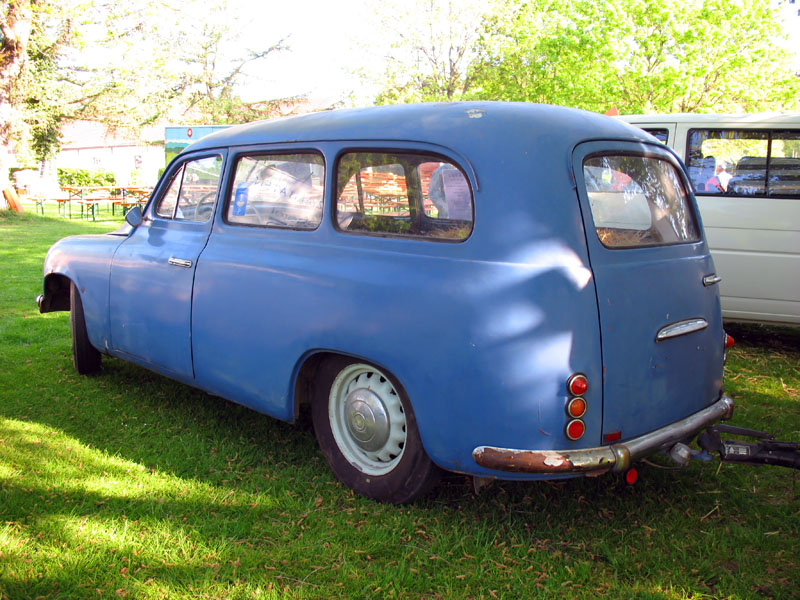
Škoda 1201 Kombi (1955), linke Seite mit einer Tür
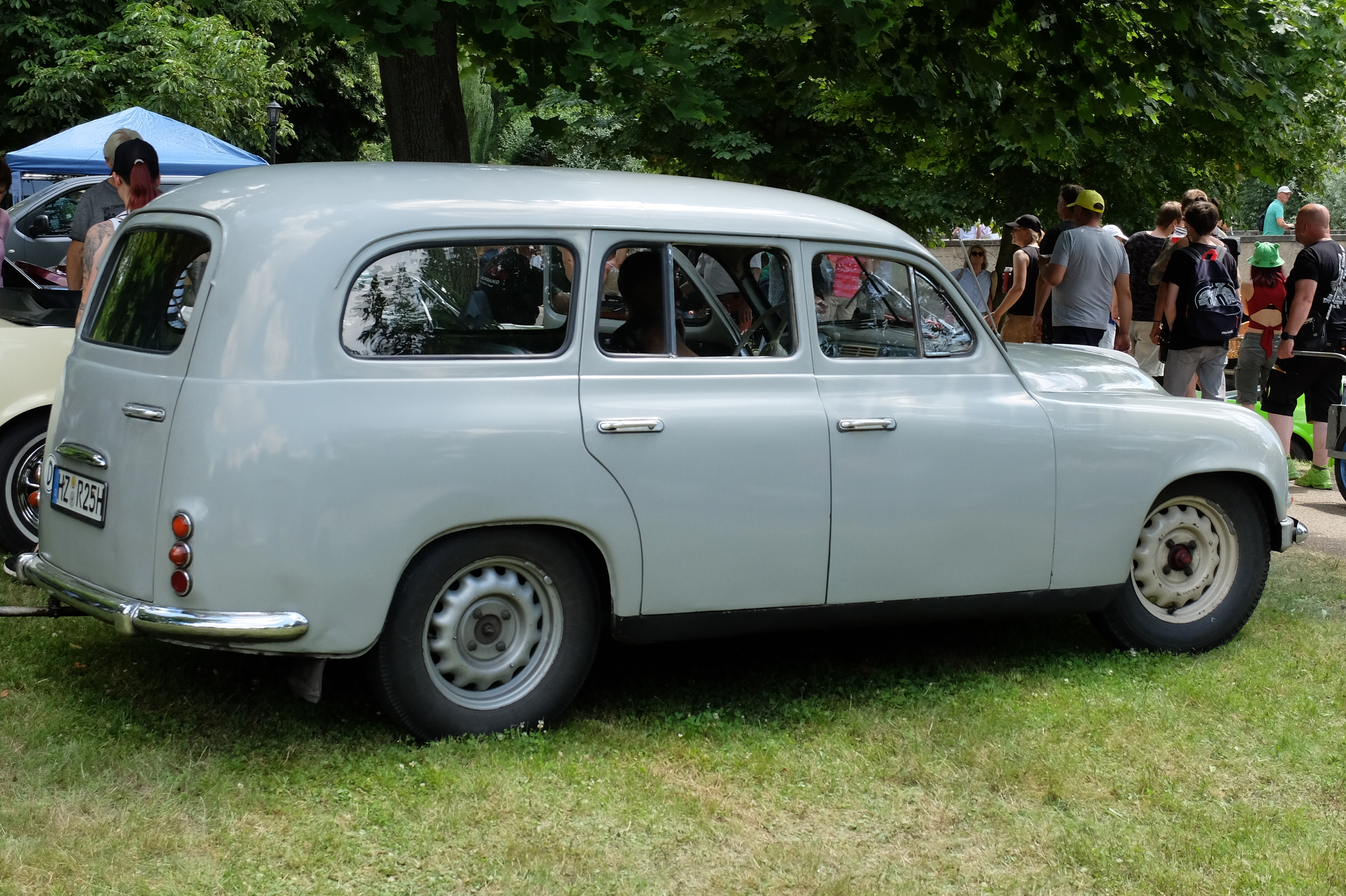
Škoda 1201 Kombi, rechte Seite mit zwei Türen
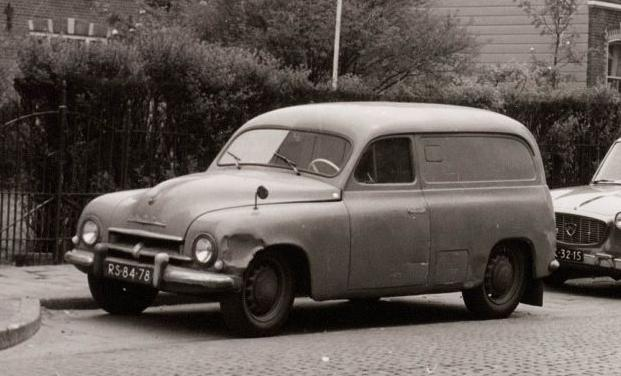
Škoda 1201 Lieferwagen
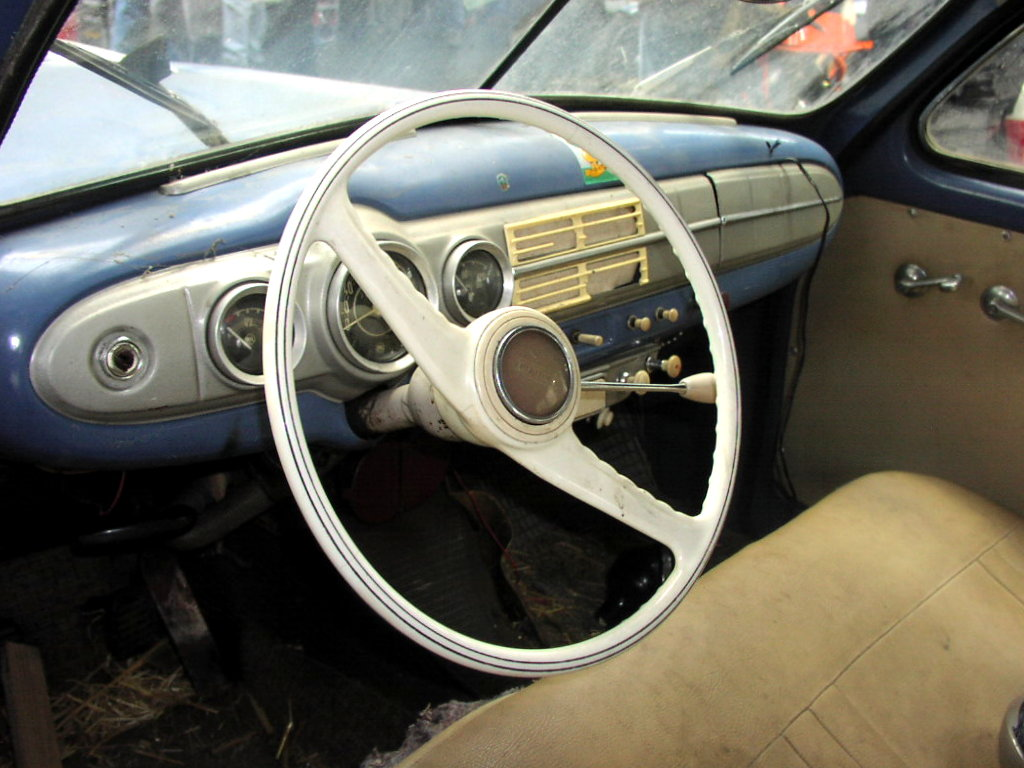
Armaturenbrett